# Blondelia pallidipalpis
Blondelia pallidipalpis là một loài ruồi trong họ Tachinidae.